# Филипп, Брюно
Брюно Филипп (фр. Bruno Philippe; род. 25 ноября 1993) — французский виолончелист.
Учился в региональной консерватории в Перпиньяне, затем в Парижской консерватории у Рафаэля Пиду и Жерома Перно. По окончании курса (2013) в течение года совершенствовал своё мастерство в Моцартеуме под руководством Клеменса Хагена, а в 2014—2018 гг. занимался в Академии Кронберга в классе Франса Хельмерсона. В 2011 г. получил третью премию и приз «За лучшее сольное выступление» на Международном конкурсе виолончелистов имени Андре Наварра в Тулузе, в 2014 г. — третью премию и приз зрительских симпатий на Международном музыкальном конкурсе ARD в Мюнхене. Финалист Международного конкурса имени Чайковского (2015) и Конкурса имени королевы Елизаветы (2017). Лауреат премии «Виктуар де ля мюзик» в области академической музыки (2018) в номинации «Инструменталист — открытие года».
Неоднократный участник фестивалей имени Пабло Казальса в Прадесе, «Безумные дни» в Нанте и других. Выступал с Национальным оркестром Капитолия Тулузы, Симфоническим оркестром Гессенского радио, Мюнхенским камерным оркестром, с дирижёрами Кристофом Эшенбахом, Бруно Мантовани и др.
Дебютировал в области звукозаписи в 2009 г. Дуэтом для двух виолончелей Жака Оффенбаха (со своим учителем Рафаэлем Пиду). В дальнейшем записал два альбома вместе с пианистом Танги де Вильянкуром (2015 и 2017, произведения Людвига ван Бетховена, Роберта Шумана и Иоганнеса Брамса).